# Залаэгерсег

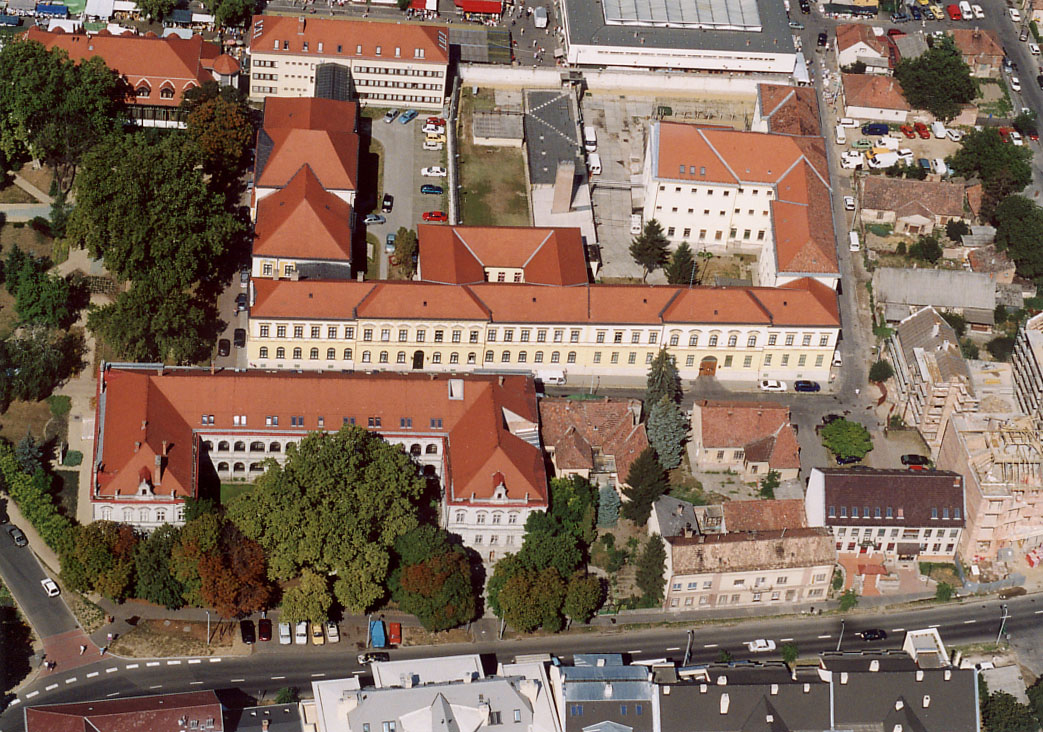
Залаэгерсег

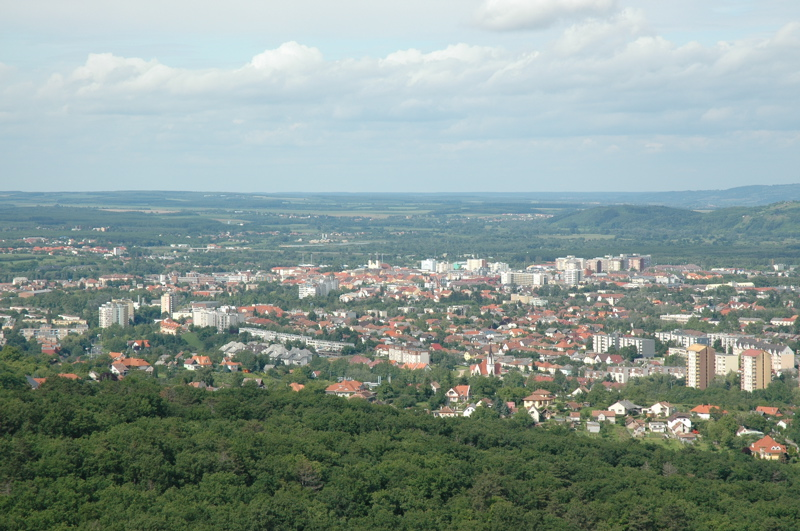
Панорама города

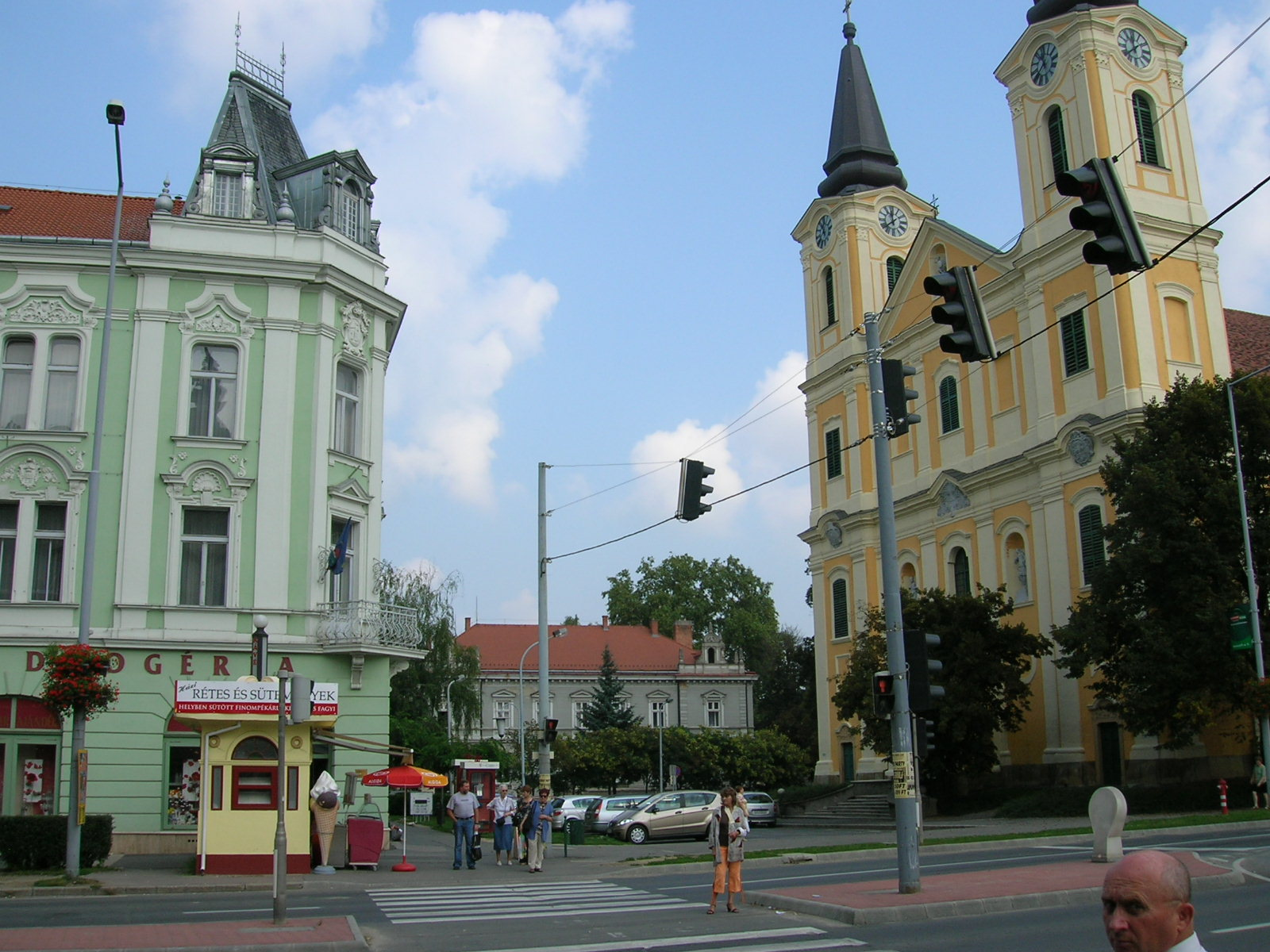
Церковь

За́лаэгерсег (венг. Zalaegerszeg, нем. Egersee) — город на западе Венгрии, административный центр медье Зала. Население — 59 275 чел. (на 1 января 2014 г.)

## География и транспорт
За́лаэгерсег расположен в Западно-Задунайском крае примерно в 200 километрах к юго-западу от Будапешта и в 35 километрах к северо-западу от западной оконечности озера Балатон. Примерно в 40 километрах к западу проходит граница с Австрией и Словенией. В городе есть железнодорожная станция. Через Залаэгерсег проходит автодорога Е65 Вашвар — Залаэгерсег — Надьканижа. Через город протекает река Зала (бассейн Балатона).

## История
Впервые город упомянут в 1247 году как Эгерскуг, а в 1293 году как Эгерсег. В 1266 году король Бела IV присоединил город к Веспремскому диоцезу, и Эгерсег стал управляться веспремскими епископами. В XIV веке Эгерсег был крупнейшим городом региона. В период между 1368 и 1389 годами имел статус вольного королевского города, однако затем вновь отошёл к веспремским епископам, в собственности которых был до 1848 года. В 1381 году в городе была построена первая каменная церковь. Население города быстро росло, Эгерсег стал «де-факто» столицей комитата Зала.
После поражения в битве при Мохаче в 1526 году, когда войска Османской империи начали завоевательные походы на венгерские земли, в городе начали проводиться фортификационные работы, возведены стены и крепость. Впервые город был атакован турками в 1570-х годах, однако попытки взять Эгерсег не удались. Поскольку крупный город Надьканижа, лежащий к югу, был турками взят, стратегическое значение Эгерсега сильно выросло. Вторая турецкая попытка завоевать город в 1616 году вновь провалилась. Эгерсег был оккупирован турками лишь в 1664 году, однако в конце XVII века был освобождён от турок австрийской армией вместе со всей Венгрией.
В XVIII веке столица комитата уже официально была перенесена в Эгерсег. В 1730 году в городе построена барочная ратуша, а в 1760 году большая церковь. В XIX веке роль города постепенно начала падать, быстро растущие Надьканижа и Кестхей стали составлять конкуренцию столице комитата, на период 1870—1885 годов Эгерсег даже терял статус города. В XIX веке город стали называть Залаэгерсег, то есть «Эгерсег на Зале». В 1890 году в город пришла железная дорога. На стыке веков было построено большое количество новых зданий.
Во время Второй мировой войны 1220 евреев Залаэгерсега были депортированы и погибли в Освенциме. Город был освобождён советской армией 28 марта 1945 года. Крупных разрушений город в войну избежал.
В послевоенное время в городе был построен ряд промышленных предприятий, крупнейшими из которых стали текстильная фабрика и нефтеперерабатывающее предприятие. Быстрый рост площади и населения города привёл к поглощению Залаэгерсегом многих окрестных деревень и посёлков. Кризис, вызванный крушением социализма, сменился в конце 1990-х годов экономическим ростом.

## Население
| 1980    | 1990    | 2001    | 2011    | 2013    | 2014    | 2019    | 2021    | 2022    |
| ------- | ------- | ------- | ------- | ------- | ------- | ------- | ------- | ------- |
| 56 118  | ↗62 214 | ↘61 667 | ↘59 499 | ↗59 618 | ↘59 275 | ↘57 403 | ↘55 470 | ↘54 428 |
| 2023    | 2024    |         |         |         |         |         |         |         |
| ↗55 433 | ↘55 152 |         |         |         |         |         |         |         |

## Достопримечательности
- Римско-католическая церковь (1760 год, барокко)
- Старая ратуша (барокко, XVIII век)

## Спорт
В Залаэгерсеге базируется одноимённый футбольный клуб, один из сильнейших в стране. В 2002 году «Залаэгерсег» стал чемпионом страны, в сезоне 2006/07 занял третье место в чемпионате Венгрии.
В 2004 году в городе проходил женский чемпионат Европы по гандболу, а в 2005 году — чемпионат Европы по фехтованию.
В 1983 году в окрестностях Залаэгерсега проходил летний чемпионат мира по спортивному ориентированию.
В июле 1969 года в Залаэгерсеге проходил шахматный турнир «Залаэгерсег 1969».

## Города-побратимы

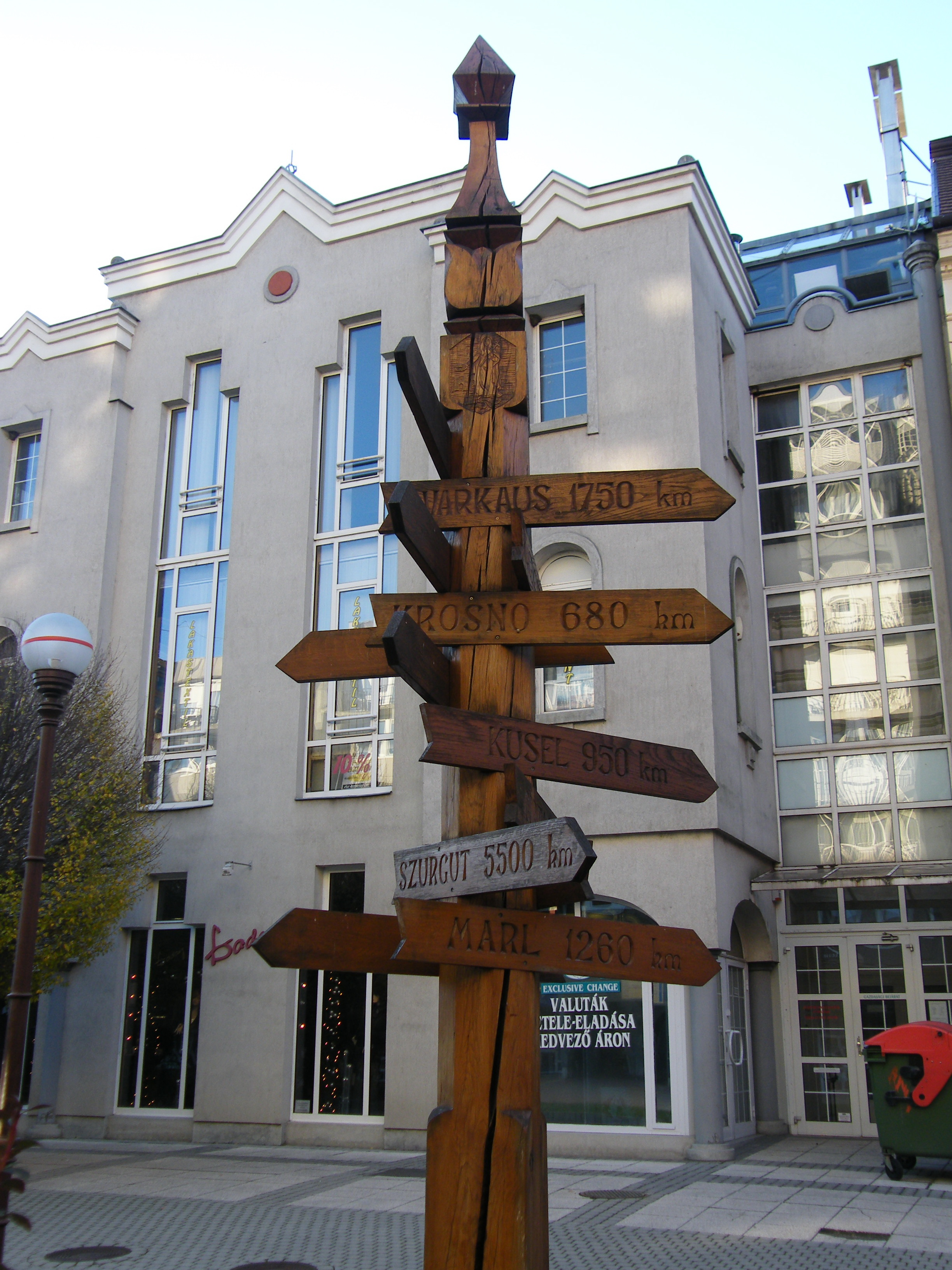
Таблица, указывающая на местоположение городов-побратимов в Залаэгерсеге

- Вараждин, Хорватия
- Варкаус, Финляндия
- Гориция, Италия
- Добрич, Болгария
- Зеница, Босния и Герцеговина
- Клагенфурт-ам-Вёртерзе, Австрия (1990)[9]
- Кросно, Польша
- Кузель, Германия
- Лендава, Словения
- Лендава[вд], Словения
- Марль, Германия
- Сургут, Россия[10]
- Тыргу-Муреш, Румыния
- Херсон, Украина